# Penelopides mindorensis
Penelopides mindorensis е вид птица от семейство Носорогови птици (Bucerotidae). Видът е застрашен от изчезване.

## Разпространение
Видът е разпространен във Филипините.